# Hafsia Herzi
Hafsia Herzi (Manosque, 25 de enero de 1987) es una actriz y realizadora francesa, de ascendencia argelina y tunecina. Es conocida por su papel en la película La graine et le mulet, por la que ganó el premio a la actriz revelación en los Premios César de 2008, y el premio Marcello Mastroianni a la mejor actriz joven en la 64.ª edición del Festival Internacional de Cine de Venecia. En 2019 dirigió el primer largometraje,  Tu mérites un amour que también protagonizó. Se presentó en la Semana de la crítica del Festival de Cannes.

## Biografía
Aunque nacida en Manosque (Francia), su padre es de origen tunecino y su madre de origen argelino. Es la más pequeña de los cuatro hijos del matrimonio (dos hermanos y una hermana, Dalila). Tras el divorcio de sus progenitores, su padre se volvió a casar en Argelia. Su madre vive en Marsella, donde Hafsia Herzi creció.
A los 12 años obtuvo un pequeño papel en Notes sur le rire, un telefilm para France 3 con Thomas Jouannet. Después de algunas apariciones, intentó, sin éxito, conseguir papeles en las series Plus belle la vie y Sous le soleil.
En 2005, consiguió uno de los papeles principales en la película La Graine et le Mulet de Abdellatif Kechiche. La película le valió, en 2007, el premio Marcello-Mastroianni (“joven actor o actriz”) en la 64ª Mostra de Venecia, seguido, en 2008, del César a la mejor actriz revelación. En el proceso, deja a su familia para vivir sola en París. Su carrera como actriz la llevó a interrumpir los estudios de Derecho que había iniciado tras el bachillerato.
En enero de 2008, apareció en la película de Francis Huster, Un homme et son chien, junto a Jean-Paul Belmondo. En septiembre terminó el tercer largometraje de Alain Guiraudie, El rey de la fuga, en el que interpreta a una adolescente (Curly) en una comedia de anticipación. Inmediatamente siguió con la película Les Secrets, que la directora Raja Amari estaba rodando en Túnez.
En mayo de 2011, Hafsia Herzi protagonizó dos películas exhibidas en la selección oficial del 64º Festival de Cine de Cannes:L'Apollonide: Souvenirs de la maison close de Bertrand Bonello y La fuente de las mujeres de Radu Mihaileanu. En este último, actúa junto a otra ganadora del César a la mejor actriz revelación, Leïla Bekhti.
En 2019 se situó detrás de la cámara después de un primer cortometraje rodado en 2010 ( Le Rodba ). Su primer largometraje, Tu mérites un amour se presentó en la Semana de la crítica del Festival de Cannes. También lo protagoniza interpretando el papel de una treintañera que sume con dificultad una ruptura amorosa.
En 2021 dirigió Bonne Mère, su segundo largometraje, presentado en la selección Una cierta Mirada del Festival de Cannes13. Es un homenaje a su propia madre y a todas las “madres valientes”, madres que crían solas a sus hijos. La película se rueda en los barrios del norte de Marsella, donde la directora pasó su infancia.
En 2024, interviene como actriz en La Prisonnière de Bordeaux de Patricia Mazuy y en Dans le viseur de André Téchiné, junto a Isabelle Huppert en ambos casos.
Entre sus referentes, explica, está André Téchiné por el hecho de que fue el primero en destacar a los árabes en el cine francés.

## Vida personal
Desde hace algunos años dejó París y vive con su compañero, el ciclista Nacer Bouhanni y su hijo.

## Filmografía
| Año  | Título                      | Papel            | Dirección                      | Notas |
| ---- | --------------------------- | ---------------- | ------------------------------ | --- |
| 2007 | Cuscús                      | Rym              | Abdellatif Kechiche            | Premio César a la mejor actriz revelación Premio Lumières a la mejor actriz revelación Premio Marcello Mastroianni Premio Estrellas Fugaces |
| 2008 | Un hombre y su perro        | Leïla            | Francis Huster                 | |
| 2008 | Française                   | Sofia            | Souad El-Bouhati               | |
| 2009 | L'aube du monde             | Zahra            | Abbas Fahdel                   | |
| 2009 | Le Roi de l'évasion         | Curly            | Alain Guiraudie                | |
| 2009 | Los secretos Dowaha         | Aïcha            | Raja Amari                     | |
| 2009 | L'autre vie                 | una amiga        | Frédéric Zamochnikoff          | |
| 2010 | Joseph et la fille          | JUlie            | Xavier de Choudens             | |
| 2011 | Ma compagne de nuit         | Marine           | Isabelle_Brocard               | |
| 2011 | El gato del rabino          | Zlebia           | Joann Sfar y Antoine Delesvaux | Voz |
| 2011 | Jimmy Rivière               | Sonia            | Teddy Lussi-Modeste            | |
| 2011 | Casa de tolerancia          | Samira           | Bertrand Bonello               | |
| 2011 | La fuente de las mujeres    | Loubna Esmeralda | Radu Mihaileanu                | |
| 2012 | La herencia                 | Hayar            | Hiam Abbass                    | |
| 2013 | Al salir de Marrakech       | Karima           |                                | |
| 2013 | Los manifestantes           | Monia            |                                | |
| 2013 | En mi camino                | Jeanne           |                                | |
| 2014 | Le sac de Farineh           | Sarah            |                                | |
| 2014 | Certifiée Halal             |                  |                                | |
| 2014 | War Story                   | Hafsia           |                                | |
| 2015 | Por accidente               | Amra             |                                | |
| 2016 | Muñeca sexual               | Virginie         |                                | |
| 2017 | Des les plans sur la comète | Inés             |                                | |
| 2017 | De la piel y de los hombres | Amel             |                                | |
| 2017 | Mektoub, mi amor            | Camélia          |                                | |
| 2018 | Féminins plurielles         | Hafsia Chouchane |                                | |
| 2018 | Marea negra                 |                  |                                | |
| 2018 | Le banc                     |                  |                                | |
| 2019 | Te mereces un amor          | Lila             | También como directora         | |
| 2019 | Mektoub mi amor: Intermezzo | Camélia          |                                | |
| 2019 | Persona non grata           | Iris             | Roschdy Zem                    | |
| 2021 | Madame Claude               | Nadège           | Sylvie Verheyde                | |
| 2021 | Soeurs                      | Farah            | Yamina Benguigui               | |
| 2021 | À l'ombre des filles        | Jess             | Étienne Comar                  | |
| 2022 | Trois nuits par semaine     | Samia            | Florent Gouëlou                | |
| 2022 | La gravité                  | Sabrina          | Cédric Ido                     | |
| 2023 | Le Ravissement              | Lydia            | Iris Kaltenbäck                | |
| 2023 | Borgo                       | Mélissa          | Stéphane Demoustier            | |
| 2024 | Les Gens d'à côté           | Julia            | André Téchiné                  | |
| 2024 | La Prisonnière de Bordeaux  | Mina             | Patricia Mazuy                 | |

### Como realizadora
- 2010 : Le Rodba (con Guillaume Gouix, Morjana Alaoui, Farida Rahouadj, Abdelhamid Aktouche, Anne-Marie Pisani, Andrea de Luca, y ella misma (corto
- 2019 : Tu mérites un amour
- 2021 : Bonne Mère
- 2022 : La Cour (telefilm)
- 2025 : La Petite dernière

### Teatro
- 2009 : César, Fanny, Marius (Fanny) de Marcel Pagnol, adaptación y puesta en escena de Francis Huster, Théâtre Antoine.[9]

## Premios y distinciones
Festival Internacional de Cine de Venecia
| Año  | Categoría                   | Película | Resultado |
| ---- | --------------------------- | -------- | --------- |
| 2007 | Premio Marcello Mastroianni | Cuscús   | Ganadora  |